# Amway
«Amway» (укр. Емвей, скорочення від англ. American Way — «По-американськи» або «Американський шлях») — компанія в США, що входить з 2000 року в корпорацію Alticor.
Компанія була започаткована у місті Ейда, штат Мічиган, США. Засновники Річ ДеВос та Джей Ван Андел в 1959 році придумали і її оригінальну назву. Вона виготовляє і поширює широкий асортимент засобів особистої гігієни, побутової хімії, косметичних засобів, біологічно активних добавок до їжі та інших товарів. Для просування товарів використовуються технології прямих продажів і мережевого маркетингу з багаторівневою системою компенсацій.

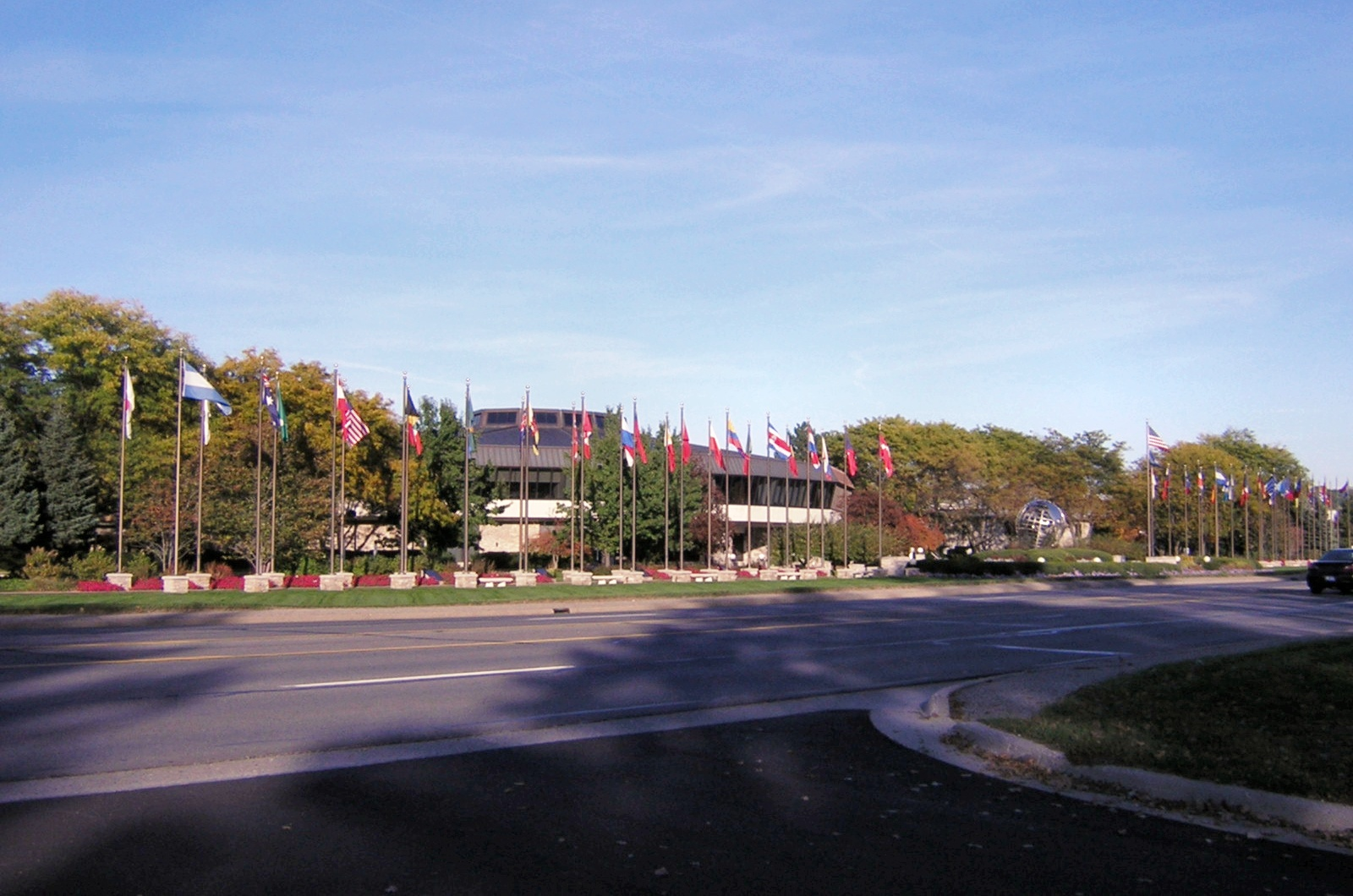
Amway у Ейді, штату Мічиган

За даними Alticor обсяг продажів Amway в 2007 році склав 7,1 млрд доларів США.
Крім Amway в концерн Alticor входять: північноамериканська Інтернет-компанія Quixtar, інтернет-сайт якої використовується IBO (Незалежними Власниками Бізнесу Quixtar) для придбання продукції і контролю над власним бізнесом в режимі on-line, і інформує відвідувачів сайту Quixtar про вигоди співпраці і володіння власним бізнесом, а також Access Business Group LLC [Архівовано 1 березня 2021 у Wayback Machine.] — група спеціалізованих компаній, які займаються виробництвом і доставкою товарів на склади і в торгові центри Amway і інших компаній по всьому світу.
За версією журналу Forbes з 1996 по 2007 рік компанія Amway, а з 2000 року Alticor досягли наступних результатів:
| Рік                                                 | Товарообіг, млрд дол. | Рейтинг серед приватних компаній США | Кількість персоналу |
| --------------------------------------------------- | --------------------- | ------------------------------------ | ------------------- |
| 1996 [Архівовано 9 лютого 2011 у Wayback Machine.]  | 5,352                 | 24                                   | 14 000              |
| 1997 [Архівовано 9 лютого 2011 у Wayback Machine.]  | 5,78                  | 22                                   | 13 000              |
| 1998[недоступне посилання]                          | 2,9                   | 41                                   | 14 000              |
| 1999[недоступне посилання]                          | 3,0                   | 37                                   | 10 000              |
| 2000[недоступне посилання]                          | 3,5                   | 39                                   | 8 200               |
| 2001[недоступне посилання]                          | 3,525                 | 41                                   | 10 500              |
| 2002[недоступне посилання]                          | 4,185                 | 27                                   | 10 000              |
| 2003 [Архівовано 27 травня 2009 у Wayback Machine.] | 4,9                   | 25                                   | 11 500              |
| 2004[недоступне посилання]                          | 6,2                   | 19                                   | 13 000              |
| 2005 (PDA-версія)                                   | ?                     | ?                                    | ?                   |
| 2006 [Архівовано 21 січня 2009 у Wayback Machine.]  | 7,29                  | 27                                   | 13 000              |
| 2007 [Архівовано 5 грудня 2008 у Wayback Machine.]  | 6,3                   | 43                                   | 14 000              |

Один із засновників компанії, Річард М. Девос займає 288 місце в рейтингу 400 мільярдерів світу (за версією журналу Forbes) з активами в 3,7 мільярда доларів і 91 місце серед 400 найбагатших американців.
В цей час компанією управляє друге покоління засновників. Це Даг Девос і Стів Ван Андел.
Учасники бізнесу Amway в різних країнах іменуються по-різному, наприклад, в США це IBO (Independent Business Owner — незалежний власник бізнесу), в Україні, Росії — НПА (Незалежні Підприємці Amway). Чисельність незалежних підприємців (власників бізнесу) становила в 2007 р. понад 3 мільйонів чоловік, вони діють більш ніж в 80-ти країнах і територіях світу.
Для своїх партнерів (НПА, IBO і ін.) компанія Amway Corp. випускає щомісячний корпоративний журнал на мовах територій, в яких представлена.

## Історія компанії

### 1950-ті роки
Співзасновники Amway та друзі з дитинства, Річ ДеВос та Джей Ван Андел, працювали разом у різноманітних малих підприємствах ще з того часу, як були підлітками. З цих перших досвідів роботи обидва дізналися, що поділяють багато спільних цінностей, інтересів та наполегливість до роботи.
У 1949 році вони познайомилися з харчовими добавками NUTRILITETM та з методом прямих продажів, завдяки якому вони продавалися. Успіх як агентів з продажу Nutrilite переконав ДеВоса і Ван Андела, що кожен, хто має намір наполегливо працювати, може розпочати свій власний бізнес за допомогою методу прямого продажу.
У 1959 році Ван Андел та ДеВос заснували компанію «Amway», прийнявши ключові концепції плану продажів Nutrilite: бізнес-можливості з низьким ризиком відкриті віртуально кожному, немає територіальних або прибуткових меж, низький рівень початкового інвестування і можливість для нових дистриб'юторів отримати прибуток, більший ніж одержує особа, яка познайомила їх з цим бізнесом (спонсор), все в залежності від їхніх здібностей, часу та зусиль, які вони готові витратити на власний бізнес.
Amway почав з розвитку та продажу своєї власної лінії високоякісної та висококонцентрованої продукції для догляду за оселею. Багатофункціональний засіб для чищення та L.O.C.™ був першим продуктом компанії.
Це була «основна» продукція ще задовго до того часу як вона стала головним напрямком виробництва.

### 1960-ті роки
У ці перші роки продажі Amway досягли вражаючої цифри — 500 000 дол. США. Поки бізнес продовжував швидко зростати у США, ДеВос та Ван Андел вирішили у 1962 році поширити продажі на територію Канади.
Amway розробила нову продукцію, включаючи пральний порошок SA8™, виробництво якого розпочалося у 1961 році, та кухонне приладдя AMWAY QUEENÔ. Нова лінія предметів особистої гігієни включала туалетну воду для жінок, продукцію для догляду за тілом та косметику ARTISTRY™. Також був представлений власний торговий каталог, що включав 300 інших найменувань продукції.
Наприкінці 60-х років бізнес Amway налічував близько 100 тис. агентів з продажу у США та Канаді, а товарообіг становив 85 млн дол. США. На величезному виробничому комплексі Amway у м. Ейда, Мічиган, де були зайняті близько 700 працівників, виготовлялися майже 200 видів продукції.

### 1970-ті роки
1970-ті роки позначилися експансією компанії Amway на ринки Австралії, Європи та Азії.
Придбання контрольного пакету акцій у компанії «Nutrilite Products Inc.» дозволило агентам з продажів Amway у Сполучених Штатах розповсюджувати вроздріб повну лінію харчових добавок NUTRILITE™.
Виробничі потужності Amway продовжували зростати і перетворилися на справжнє окреме місто у 232 тис. м², з власним електрогенератором, заводом з очищення води, заводом з переробки вторинної сировини, приміським автобусом та департаментом протипожежної охорони. Виробничі потужності Amway по всьому світу становили разом 418 тис. м².
До кінця 70-х років продажі Amway зросли приблизно у сім разів і досягли вражаючої цифри у 800 мільйонів дол. США.

### 1980-ті роки
Не збавляючи темпу продажі Amway сягнули позначки у мільярд доларів у 1981 році.
У першій половині 80-х років завершили зведення нового заводу з виробництва косметичної продукції, що дозволило компанії розробляти та виготовляти продукцію марки ARTISTRY™ зі штаб-квартири у Ейді, Мічиган.
Amway також успішно ввела абсолютно нову категорію продукції — системи очищення води AMWAY. Фактично, асортимент продуктів з очищення води продовжує утримувати провідні позиції на сучасному ринку.
У 1989 році Amway була визнана корпоративним лідером, що займається питаннями охорони навколишнього середовища та сприяє екологічній освіті, та отримала престижну нагороду ООН — премію за досягнення в сфері захисту навколишнього середовища [Environmental Programme Achievement Award].

### 1990-ті роки
Наслідуючи своїх батьків, сини Джея та Річа стали, відповідно, Головою правління та Президентом компанії Amway, поєднуючи також обов'язки виконавчого директора, відповідального за повсякденну діяльність компанії.
У той же час у родинах дистриб'юторів почало з'являтися нове покоління лідерів, яке закріпило та примножило успіхи своїх батьків.
У 90-ті роки відбулася значна міжнародна експансія. Лише у першій половині декади Amway вдвічі збільшила число своїх філій. Річні продажі тримали темп — зросли втричі впродовж того ж самого періоду. Наприкінці 90-х більш ніж 3 млн агентів з продажу у близько 80 країнах і на різних територіях були зайняті у бізнесі Amway, що дозволило досягни обсяг роздрібного продажу у 5 мільярдів доларів США.
По всьому світу регіональні та місцеві філії Amway продовжували підтримувати дистриб'юторів, започаткувавши сайти, на яких можна придбати товари через Інтернет, що збільшило можливості Amway в кіберпросторі. Інтернет-бізнеси компанії Amway по всьому світу, що підтримуються місцевими дистриб'юторами та складським обладнанням, гарантують вчасну та чітку оброку замовлень та доставку продукції.

### 2000-ті роки

Вхід у торговий центр Amway у Львові

2000 рік ознаменований створенням нової корпоративної структури з материнською компанією Alticor Inc., що забезпечує лідерство, підтримку та стратегічний напрямок своїм трьом дочірнім підприємствам: Amway Corporation — з 1959 року один зі світових лідерів прямого продажу.
Quixtar Inc. — лідер Інтернет-бізнесу у Північній Америці.
Access Business Group LLC. — компанія сфери обслуговування, що спеціалізується на розробці, виробництві та дистрибуції продукції.
Alticor залишається компанію закритого типу у власності родин ДеВоса та Ван Андела.
Alticor у цифрах:
- фактична чиста виручка на 31 серпня 2005 року склала 6,4 мільярда дол. США
- торговий штат налічує понад 3 млн незалежних власників бізнесу та агентів з продажу по всьому світу
- діяльність у більш ніж 80 країнах та територіях
- більш ніж 13 тис. працівників по всьому світу
- більш ніж 160 дистриб'юторських центрів
- офіси у 57 країнах
- понад 500 наукових спеціалістів, які розробляють якісну продукцію
- більш ніж 600 виданих патентів та 400 заявок на патенти (або вже затверджених)

### 2010-ті роки
У 2010 році Amway відкрила новий бізнес-центр у районі Кракова, Польща, який забезпечує IT і маркетингові послуги для європейських ринків компанії.
З 2014 року компанія Amway утримує першє місце у рейтингу міжнародних компаній з прямого продажу.

## Бізнес огляд
Сьогодні більш ніж 3,6 млн. Незалежних Підприємців Amway у світі розповсюджують продукцію Amway більш ніж у 80 країнах та територіях світу. Обсяг продажів Alticor, яка є материнською компанією філіалів Amway дорівнював $6.4 млрд у 2005 фінансовому році.
В Європі компанія Amway діє в двох регіонах — західному (Бельгія, Велика Британія, Греція, Данія, Іспанія, Італія, Нідерланди, Німеччина, Норвегія, Південно-Африканська республіка, Португалія, Фінляндія, Франція, Швейцарія, Швеція) та східному (Польща, Румунія, Словаччина, Словенія, Туреччина, Угорщина, Україна, Хорватія, Чехія та Росія).
Незалежно від моменту приходу у цей бізнес усі НПА мають однакові шанси та можливості для досягнення успіху, який залежатиме від мотивації кожного підприємця, а також від кількості витраченого часу та докладених ним зусиль.
Співпрацюючи з компанією Amway, НПА мають дві можливості заробити гроші. По-перше, вони можуть продавати продукцію своїм клієнтам та отримувати прибутки у вигляді роздрібної націнки. По-друге, вони отримують винагороди за надані послуги або заохочувальні виплати, розраховані залежно від обсягу та вартості продажів, які здійснили НПА кінцевим споживачам. Під час розрахунку винагород також враховуються обсяг та вартість продажів, які здійснюють інші НПА, яких ви безпосередньо чи опосередковано представили компанії, яких навчили та яким надали підтримку під час розбудови їхнього бізнесу на основі Плану Amway з продажу та маркетингу.
Ці дві можливості отримувати винагороду є наріжним каменем Плану Amway з продажу та маркетингу.

## Amway та закон

### Amway проти Procter & Gamble. Звіт Блейка
13 жовтня 1998 Amway проти Procter & Gamble, Sidney Schwartz, Kenneth Lowndes, Dinsmore & Shohl, LLP. Amway звинувачував P&G в наклепі та таємному втручанні в його ділові відносини, оскільки, начебто P&G звинувачував Amway в тому, що Amway є «нелегальною пірамідною схемою». Amway стверджував, що Procter & Gamble вступив у змову з власником інтернет-сайтів Сіднеєм Шварцем для наклепу на Amway, надаючи інформацію та фінансування. Procter & Gamble надав 1603 сторінки доказів, що Amway може вважатися пірамідальною схемою.
В слуханнях Procter & Gamble використовував «Звіт Блейка» («Blakey Report»), який складений Робертом Блейком [Архівовано 27 грудня 2008 у Wayback Machine.], професором права юридичного факультету університету Нотр-Дам. Роберт Блейк зіграв важливу роль у написанні «Закону про контроль над організованою злочинністю» (RICO — Racketeer Influenced and Corrupt Organization Act). 
У відношенні Procter & Gamble справа була припинена за рішенням, винесеним у порядку спрощеного судочинства. З власником сайтів Шварцем справа була врегульована не в судовому порядку, і після того про нього ніхто нічого не чув, аж до нинішнього часу

## Продукція
На 15 листопада 2008 на території України представлена наступна продукція:
- L.O.C. (сокр. від англ. Liquid Organic Cleaner — рідкий органічний очищувач) — багатофункціональний чистячий засіб, вологі очищаючі серветки;
- Серія засобів L.O.C. Plus для вирішення різних завдань догляду за будинком (кухня, ванна, душові кабіни, туалети, металеві поверхні, скло, кахель)
- Засоби для миття посуду Dish Drops (рідкий концентрований засіб для миття посуду, таблетки для посудомиючої машини, губки з нержавіючої стрічки)
- Серія засобів для прання SA8 Solutions — пральні порошки, рідкі засоби для прання, засоби для виведення плям, відбілювачі та ін.
- Засоби для догляду за порожниною рота Glister
- Косметичні засоби Artistry
- Натуральні вітаміни і біологічно активні добавки до їжі Nutrilite
- Серія засобів для догляду за тілом Body Series
- Серії засобів для догляду за волоссям Satinique;
- Серії засобів для догляду за обличчям для чоловіків HYMM

Продукція Amway перед надходженням в торгові центри проходить обов'язкову і добровільну сертифікацію [Архівовано 26 грудня 2008 у Wayback Machine.][джерело?], оновлювані переліки сертифікатів і санепідзаключеннь (рос.) розміщуються на сайті. На продукцію діють гарантії повного задоволення клієнта термінами від 3 місяців і більше.

## Amway та ЮНІСЕФ

Єдина згадка про ЮНІСЕФ на сьогоднішньому сайті Amway — килимок для миші «Один за Одним»

Діяльність ЮНІСЕФ фінансується за рахунок добровільних внесків окремих осіб, підприємств, фондів та урядів. ЮНІСЕФ тісно співпрацює з американською компанією прямих продаж Amway, котра веде діяльність і в Україні.
Слід зазначити, що після ряду скандалів (з так званою епідемією свинячого грипу в Україні 2009 р., протестів проти щеплень вакциною ККК у зв'язку зі смертю підлітка у Донецьку) компанія Amway видалила зі свого українського сайту усю інформацію про зв'язок та стосунки Amway та ЮНІСЕФ, оскільки ЮНІСЕФ, ймовірно, могла бути замішаною у поставках в Україну неякісних вакцин.